# Leonardo Fibonacci
Leonardo Pisánský zvaný Fibonacci (okolo 1180? – 1250) (také známý jako Leonardo z Pisy, Leonardo Pisano, Leonardo Bigollo, Leonardo Bonacci) byl středověký italský matematik. Významně podpořil rozšíření používání arabských číslic v Evropě. Je po něm pojmenována Fibonacciho posloupnost a Fibonacciho retracement.

## Život
Leonardo Fibonacci se narodil v Pise (tehdy byla městským státem) někdy v 70. či 80. letech 12. století. Jeho otec Guglielmo byl přezdíván Bonaccio (dobrák) a Leonardo byl po něm nazýván Fibonacci (z filius Bonacci – syn Bonacciův). Leonardův otec byl vysokým státním úředníkem a vedoucím obchodního střediska v Béjaïi (přístavu ležícím v dnešním Alžírsku, tehdy Almohadském chalífátu) a mladý Leonardo často cestoval do Afriky s ním. Pravděpodobně při jedné z těchto cest se seznámil s arabským číselným systémem. Brzy si uvědomil, že základní aritmetika používající arabské číslice je mnohem jednodušší než do té doby v Evropě používané číslice římské.
Ještě před rokem 1200 cestoval po středomoří a studoval u různých arabských matematiků. Po návratu vydal v roce 1202 knihu Liber Abaci (Kniha počtů), v níž představil arabský číselný systém Evropě. Uváděl praktické příklady jeho užití, zejména pro obchodníky – výpočet marže, rovnovážného barteru, směny různých měn apod. Zároveň zde zavedl do evropské matematiky množstevní nulu a také tzv. Fibonacciho posloupnost.
Stýkal se s císařem Fridrichem II., který se o matematiku zajímal. Vedli spolu korespondenci a Fibonacci mu věnoval knihu Liber quadrotorum (Kniha čtverců).
Roku 1223 vydal knihu Practica geometriae (Geometrická cvičení). Navrhuje zde novou metodu výpočtu délky úhlopříček pětiúhelníku, obsahu pětiúhelníku, délky strany pětiúhelníku atd., a to na základě poloměrů kružnice opsané i vepsané. Řešil zde také diofantické rovnice druhého stupně a jeho kniha je jakýmsi středověkým spojovníkem mezi antickým Diofantem a novověkým Pierre de Fermatem.